# Shota Hasunuma
Shota Hasunuma (蓮沼 翔太 Hasunuma Shota?, nacido el 15 de octubre de 1993 en Ibaraki) es un futbolista japonés que se desempeña como centrocampista.

## Trayectoria

### Clubes
| Club                | País  | Año       |
| ------------------- | ----- | --------- |
| Fukushima United FC | Japón | 2016-2017 |

## Estadística de carrera

### J. League
| Club                | Año   | J. League | J. League | Copa J. League | Copa J. League | Total | Total |
| Club                | Año   | Part.     | Goles     | Part.          | Goles          | Part. | Goles |
| ------------------- | ----- | --------- | --------- | -------------- | -------------- | ----- | ----- |
| Fukushima United FC | 2016  | 10        | 2         | -              | -              | 10    | 2     |
| Fukushima United FC | 2017  | 1         | 0         | -              | -              | 1     | 0     |
| Total               | Total | 11        | 2         | 0              | 0              | 11    | 2     |